# Kan'ei-ji
Le Tōeizan Kan'ei-ji Endon-in (東叡山寛永寺円頓院, peut aussi s’écrire Kan'eiji, voire Kaneiji) est un temple bouddhiste de la secte Tendai fondé en 1625 par Tenkai lui-même à Tokyo à proximité de l'actuel parc d'Ueno et de la gare d'Uguisudani. Le nom du temple lui vient de l'ère Kan'ei durant laquelle il fut érigé.
Le principal objet d’adoration était le Yakushirurikō Nyorai (薬師瑠璃光如来). Parce qu’il était l’un des deux bodaiji (菩提寺, c'est-à-dire temple bodhi, temple funéraire) du clan Tokugawa — l’autre étant le Zōjō-ji — et parce qu’il fut détruit dans les derniers jours de leur règne, son nom est inextricablement lié au shogunat Tokugawa.
Autrefois important complexe, il occupait les hauteurs au nord et à l'est de l'étang de Shinobazu et les plaines où se trouve de nos jours la gare d'Ueno. D'une richesse, d'une puissance et d'un prestige immenses, il était jadis composé de plus de trente bâtiments. Des quinze shoguns Tokugawa, six y sont enterrés.
De nombreux temples ont été détruits lors du grand incendie de Meireki de 1657. Un nouveau bâtiment principal a été construit dans l'enceinte du Kan'ei-ji en 1698. Le temple et ses nombreuses annexes ont été presque complètement détruits au cours de la bataille d'Ueno de la guerre de Boshin et jamais restaurés. Une grande partie du site où il se trouvait autrefois a été confisquée et est maintenant occupé par le parc d'Ueno.
Ce qui est aujourd'hui le bâtiment principal du temple a été pris au Kita-in à Kawagoe dans la préfecture de Saitama et transféré sur le site d'un ancien sous-temple du Kan'ei-ji. La pagode à quatre étages du Kan'ei-ji (photo ci-dessus) et le Tōshō-gū font parmi des joyaux de l'ancienne enceinte du temple. Aucun n'a été altéré par le passage des années depuis la fin du shogunat Tokugawa.
L'étang de Shinobazu lui-même et le temple Benten-dō qui se trouvent sur son île faisaient partie intégrante du Kan'ei-ji. Tenkai, qui aimait le lac Biwa, a fait construire l'île à l'imitation de l'île Chikubu du lac Biwa puis le Benten-dō dessus. À l'époque, l'île n'était accessible que par bateau mais plus tard un pont de pierre a été ajouté à l'est, ce qui permet de s'y rendre à pied. Le Benten-dō original a été détruit durant la Seconde Guerre mondiale et le temple actuel est une reconstitution.

## Histoire
Tenkai voulait créer un puissant centre religieux et, à cette fin, a construit le Kan'ei-ji à l'imitation du Enryaku-ji. Pour cette raison, le temple est érigé au nord-est du château d'Edo pour éloigner les mauvais esprits censés venir de cette direction maléfique.
Dès le début, le projet de Tenkai bénéficie du soutien du shogunat, à tel point qu'en 1622 Tokugawa Hidetada fait don du terrain sur lequel l'édifice sera construit. Ces terres sont à l'époque occupées par les résidences de banlieue de trois daimyos, (Tōdō Takatora du domaine de Tsu, Tsugaru Nobuhira du domaine de Hirosaki et Hori Naoyori du domaine de Murakami), mais elles sont expropriées et données à Tenkai pour son temple. Il reçoit également 50 000 ryō d'argent et un bâtiment à titre de contribution.
Le honbō, résidence de l'abbé en chef, est construit en 1625, année considérée comme celle de la fondation du temple. Par la suite, plusieurs daimyos contribuent à la construction d'autres bâtiments. Le bâtiment principal, appelé Konponchū-dō, comme au Enryaku-ji, n'est achevé qu'en 1697.
En 1643, après la mort de Tenkai, son disciple Kōkai le remplace. Son successeur est Shuchōho Shinnō, troisième fils de l'empereur Go-Mizunoo. À partir de là et jusqu'à la fin du shogunat, les abbés en chef du Kan'ei-ji sont choisis parmi les enfants de l'empereur ou ses neveux favoris et portent le titre honorifique Rinnōjinomiya (輪王寺宮).

### Les Tokugawa et le Kan'ei-ji
Grâce au soutien des Tokugawa, le temple prospère mais, au moins dans les premières années après sa fondation, il n'est que le temple de la famille Tokugawa alors que le seul temple funéraire de celle-ci est encore le Zōjō-ji où repose Hidetada, le deuxième shogun. Son successeur Iemitsu fait transporter les restes de ce dernier à Nikko parce que s'y trouve le Nikkō Tōshō-gū, mausolée de Tokugawa Ieyasu, fondateur de la dynastie. Il fait cependant aussi construire un mausolée au Kan'ei'ji. Par la suite, Tokugawa Ietsuna, quatrième shogun et Tokugawa Tsunayoshi, le cinquième, sont inhumés à Ueno et le Kan'ei-ji devient un temple funéraire des Tokugawa au même titre que le Zōjō-ji. Les abbés du Zōjō-ji n'apprécient guère ce changement mais après que le mausolée de Tokugawa Ienobu, le shogun suivant, est construit sur son emplacement, la coutume est d'alterner les temples à chaque génération et ce jusqu'à la fin de l'ère du shogunat. Hormis Ieyasu et Iemitsu (enterrés à Nikkō) et le dernier shogun Yoshinobu (aussi connu sous le nom Keiki, enterré dans le proche cimetière de Yanaka, tous les shoguns Tokugawa sont enterrés soit au Zōjō-ji soit au Kan'ei-ji, six dans l'un et six dans l'autre. Dans ce qui était le cimetière du Kan'ei-ji près du musée national de Tokyo sont enterrés Tokugawa Ietsuna, Tokugawa Tsunayoshi, Tokugawa Yoshimune, Tokugawa Ieharu, Tokugawa Ienari et Tokugawa Iesada. Les mausolées de Ietsuna et Tsunayoshi sont détruits en 1945. Le cimetière, fermé au public, est visible de la rue.

### Bataille d'Ueno et destruction du Kan'ei-ji

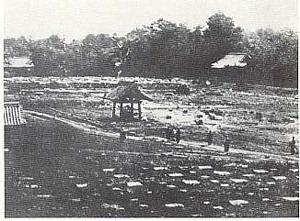
Dévastation d'Ueno après la bataille (photographie de 1868).

Dans son ouvrage High City, Low City, le japonologue américain Edward Seidensticker décrit les derniers jours et la destruction du Kan'ei-ji.
Les forces révolutionnaires occupent la plupart de Tokyo et le château d'Edo et la majorité des troupes Tokugawa a déjà cédé, mais un groupe de soldats du shogunat se barricade dans Ueno avec l'intention de résister. Fort d'environ 2 000 hommes, il est composé de membres de la shōgitai, unité militaire des anciens obligés des Tokugawa. Ils prennent l'abbé du Kan'ei-ji en otage, raison pour laquelle — peut-être — les rebelles de Satsuma et Chōshū n'attaquent pas immédiatement.
Le 4 juillet 1868 (Meiji 1, 15e jour du 5e mois), est lancée l'attaque finale et tôt le matin des tirs d'artillerie tombent des hauteurs de Hongo sur Ueno. Après une bataille acharnée, les forces révolutionnaires percent en fin de journée les défenses dans le sud à la Porte noire (le kuromon), près de ce qui est aujourd'hui la porte d'accès au parc d'Ueno. Il y a en tout environ 300 morts, essentiellement des défenseurs. La plupart des obus d'artillerie se perdent, provoquant des incendies qui détruisent l'ensemble du Kan'ei-ji et jusqu'à un millier de maisons. L'abbé du temple s'enfuit déguisé et quitte la ville en bateau.